# Giovanni Celoria
Giovanni Celoria (Casale Monferrato, 29 gennaio 1842 – Milano, 17 agosto 1920) è stato un astronomo e politico italiano.

## Biografia
Dopo la laurea ottenuta alla Scuola di Applicazione per gli Ingegneri di Torino nel 1863, cominciò a lavorare all'osservatorio astronomico di Brera, diretto all'epoca da Giovanni Virginio Schiaparelli. dove trascorse tutta la carriera, rinunciando anche a cariche importanti come la direzione dell'osservatorio di Arcetri nel 1893.
Nel 1900 divenne direttore dell'Osservatorio, succedendo proprio a Schiaparelli, e mantenne la carica fino al 1917 quando dovette abbandonarla per sopraggiunti limiti di età.
Fu professore di Geodesia presso il Regio Istituto Tecnico Superiore di Milano e ricoperse un ruolo importante nelle operazioni geodetiche: a partire dal 1902 fu infatti presidente della Commissione geodetica italiana. 
Per sua iniziativa l'Italia prese parte allo studio internazionale sul problema della variazione delle latitudini.
Celoria fu anche socio dell'Accademia dei Lincei e presidente della Società italiana di scienze naturali e dell'Istituto Lombardo Accademia di Scienze e Lettere.
Dal 1909 fino alla morte ricoprì la carica di senatore del Regno d'Italia.